# Белынь (Пензенская область)
Белынь — село в Пачелмском районе Пензенской области. Административный центр Белынского сельсовета.

## География
Расположено на левом берегу реки Вороны, в 22 км к юго-востоку от районного центра – посёлка городского типа Пачелма, в 120 км к западу от областного центра – города Пензы.

### Улицы
В селе 14 улиц: 1 Мая, Запрудная, Крымская, Леонова, Лесная, Московская, Нагорная, Новая, Октябрьская, Садовая, Советская, Совхозная, Студенческая, Утина.

## История
Село основано, вероятно, в конце XVII века переселенцами из села Белынь Новоспасского уезда Рязанской губернии. По данным переписи за 1719 г., село, откуда в нынешний Пачелмский район переселились жители, носило название «вотчина Аграфенина пустынь, село Белынское» (у Солотчи под Рязанью, ныне в черте города). Упоминание о селе Белынь (Белынское тож) содержится в отказной книге 1742 года, где оно значится вотчиной Переяславль-Рязанского монастыря.
Название происходит от слова «белица» – монастырская женщина, собирающаяся стать монашкой; иногда белицы жили общинами. 
В 1784 году в Белыни родился Григорий Никифорович Белынский, отец Виссариона Григорьевича Белинского, дед будущего критика по отцу служил в селе священником. 
В 1786 году здесь была построена деревянная церковь Покрова Пресвятой Богородицы, в 1885 г. храм был перестроен. 
В 1795 году в селе Белынь и находящемся в совместной с ним меже селе Пустынь имелось 346 дворов (на два села), в которых числилось 2 434 государственных крестьянина. Согласно более поздним документам, Белынь находилась в составе Воронской волости Нижнеломовского уезда.
В 1877 году здесь находился 201 двор, стояла церковь. 
В 1990-е годы село являлось центральной усадьбой сельскохозяйственного товарищества «Родина» (232 человека, 11 комбайнов, 37 тракторов, 926 голов крупного рогатого скота).
В селе есть памятник землякам, погибшим в годы Великой Отечественной войны.

## Население
| 1748  | 1762  | 1795  | 1864  | 1877  | 1897  |
| ----- | ----- | ----- | ----- | ----- | ----- |
| 856   | ↗1014 | ↗1200 | ↗1372 | ↗1527 | ↗1981 |
| 1911  | 1926  | 1930  | 1939  | 1959  | 1970  |
| ↗2406 | ↗2476 | ↘2145 | ↘1287 | ↗1317 | ↘1165 |
| 1979  | 1989  | 1998  | 2002  | 2010  |       |
| ↘869  | ↘565  | ↘510  | ↘412  | ↘305  |       |

## Инфраструктура
Администрация Белынского Сельсовета (1 Мая ул., 22).
Фельдшерско-акушерский пункт (1 Мая ул., 22).
Храм-часовня Покрова Божией Матери (Леонова ул., 11).
Сельский Дом Культуры  (Советская ул., 12)
Сельская Библиотека
Игровая детская площадка.
Футбольная площадка (Советская ул., 1)
Продовольственный магазин (Леонова ул., 9)

## Транспорт
Улица Студенческая является частью автодороги "г. Каменка- пгт. Пачелма" (инд.номер 58-ОП-РЗ-К-96
58-ОП-РЗ-К-263). Остановка общественного транспорта.
Так же автодорога межмуниципального  значения "пгт. Пачелма - станция Титово - с. Мокрый Мичкасс" (инд. номер 58-ОП-МЗ-Н-268)

## Достопримечательности

### Храм-часовня Покрова Божией Матери
Храм-часовня Покрова Божией Матери был открыт 13 октября 2013 года на месте старого деревянного Покровского храма, разрушенного в 1923 году. Освятил церковь епископ Сердобский и Спасский Митрофан. 
В Святые праздники в Храме проходят Богослужения.

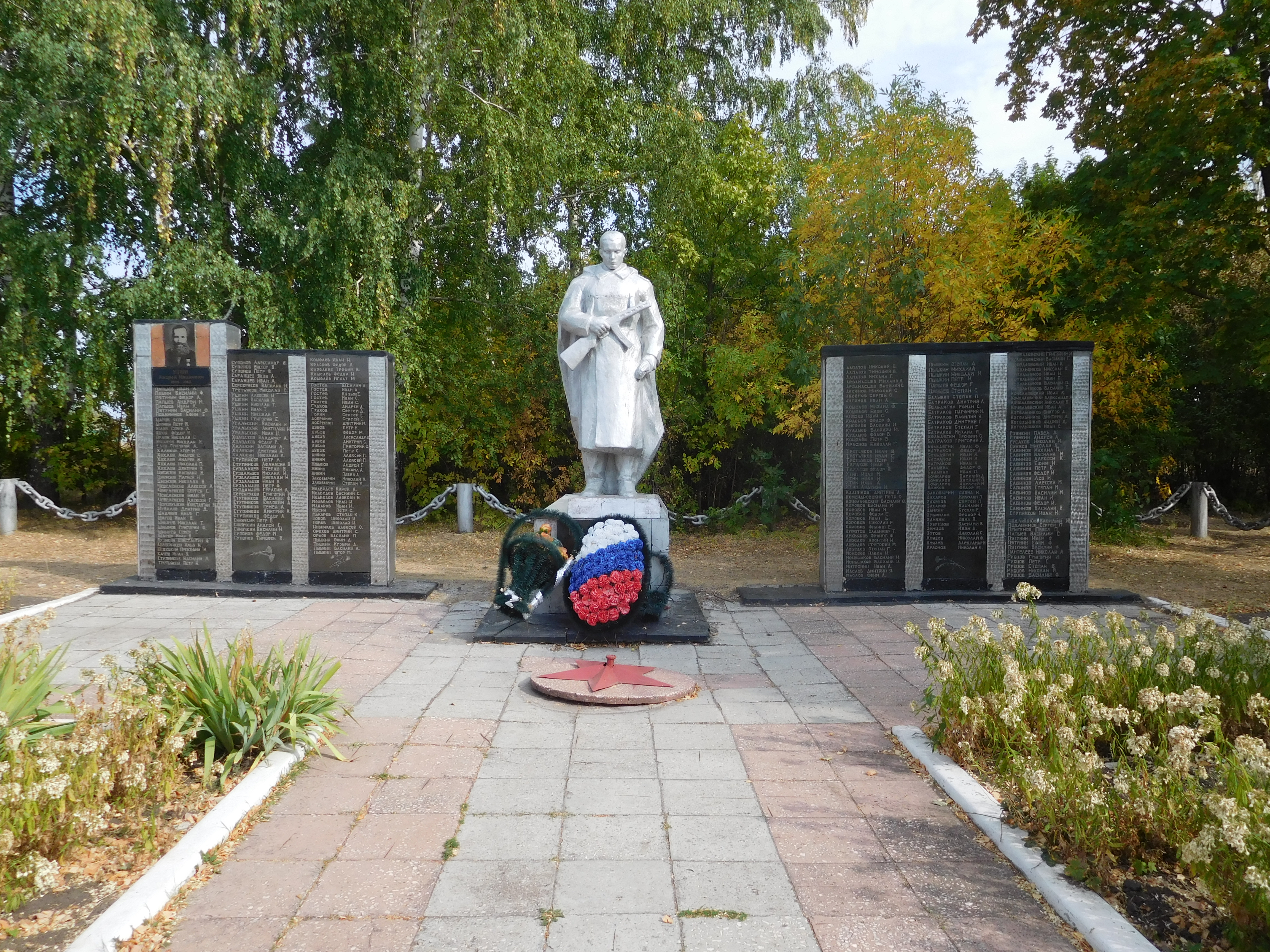
Мемориал землякам, погибшим в годы Великой Отечественной войны

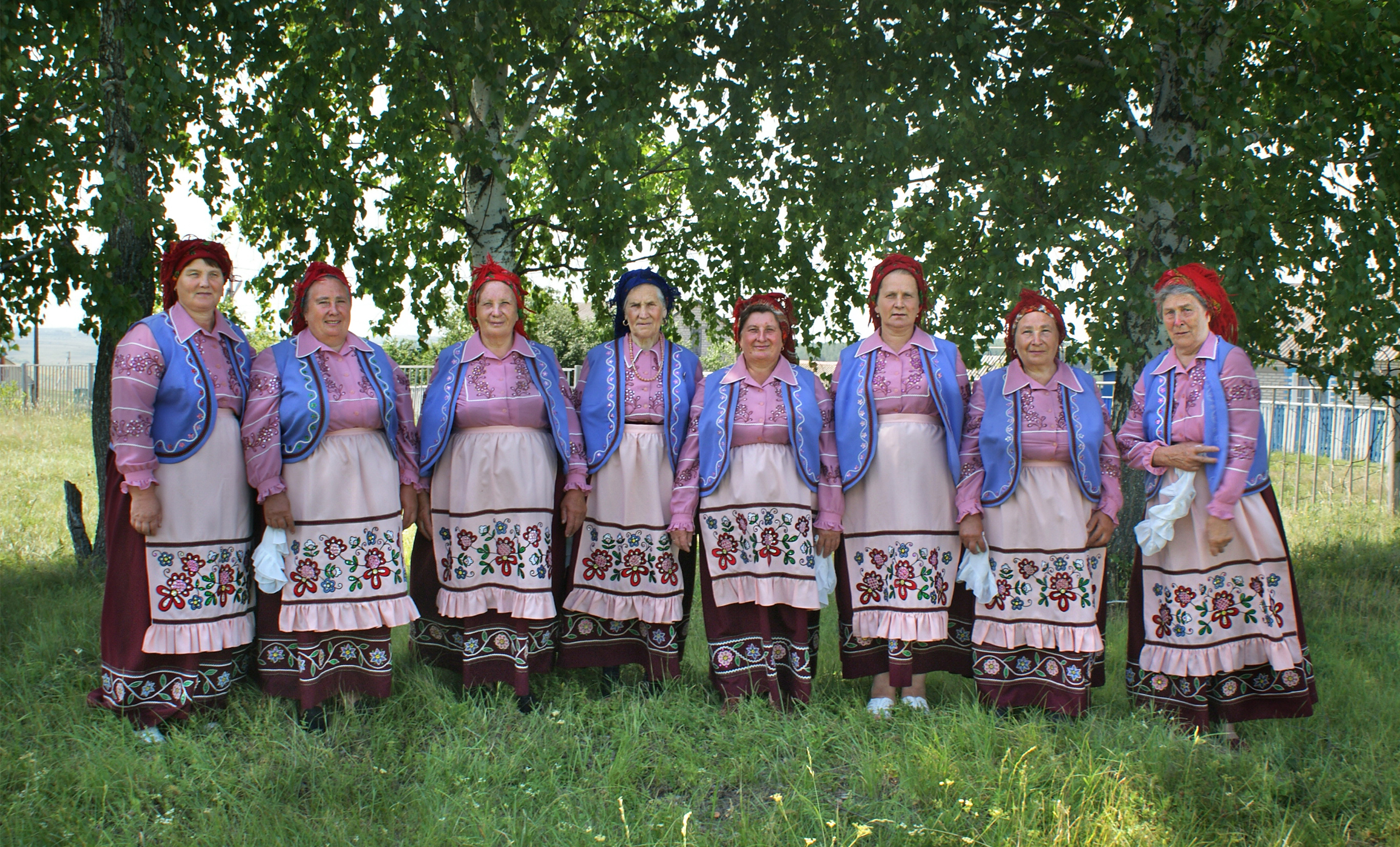
Фольклорно-этнографический ансамбль «Завалинка»

### Фольклорно-этнографический ансамбль «Завалинка»
В советские годы фирма грамзаписи «Мелодия» выпустила пластинку с песнями Белынского ансамбля, а в конце XX века группа «Ивана Купала» использовала в своей композиции «Брови» отрывок, исполненный Белынскими бабушками.

### Памятный камень
Установлен при въезде в село со стороны "Каменка-Пачелма"

### Стела "Белынь"
Установлен при въезде в село со стороны "Пачелма-Каменка". Символизирует рост и развитие села и Пензенского региона. 